# 逸見吉之助
逸見 吉之助（へんみ きちのすけ、1919年6月28日 - 1997年11月11日）は、日本の地球科学者。専門は鉱物学。岡山大学名誉教授。理学博士。
岡山市生まれ。岡山一中、第六高等学校を経て、1941年東京大学理学部地質学科を卒業。満州国大陸科学院高等官試補、岡山県立岡山操山高等学校教諭を経て、1951年、岡山大学理学部講師に着任。1952年助教授。教授、理学部長を経て1984年に退官し以後、名誉教授。
戦後、岡山県倉敷市の三吉鉱山の金属鉱床から日本で初めて砒銅ウラン石を発見した。
さらに、広島県庄原市東城町久代および岡山県高梁市備中町布賀の高温型スカルンを発見し、高温型スカルンの成因の解明のみならず、多数の世界新鉱物の発見した。
弟子に、沼野忠之（岡山大学名誉教授）、草地功（岡山大学名誉教授）、娘の逸見千代子（元岡山大学准教授）らがいる。金沢大学名誉教授の奥野正幸やその同期でINPEXの石油探鉱技術者になった鍋谷淳も弟子である。
1978年6月7日、櫻井記念会櫻井賞（第15号）受賞。
1986年、布賀から発見された新鉱物に逸見吉之助と娘の千代子の鉱物学への業績を讃えて逸見石と命名された。